# Тагинцев, Михаил Александрович
Михаил Александрович Тагинцев — советский хозяйственный, государственный и политический деятель, Герой Социалистического Труда.

## Биография
Родился в 1925 году в селе Черниговка. Член КПСС.
Участник Великой Отечественной войны, наводчик 234-го стрелкового полка 76-й гвардейской стрелковой дивизии. С 1946 года — на хозяйственной, общественной и политической работе. В 1946—1980 гг. — слесарь электрического оборудования, электромонтёр, бригадир электромонтажников Первого Липецкого монтажного управления треста «Юговостокэлектромонтаж» Министерства монтажных и специальных строительных работ СССР.
Указом Президиума Верховного Совета СССР от 18 февраля 1976 года присвоено звание Героя Социалистического Труда с вручением ордена Ленина и золотой медали «Серп и Молот».
Живёт в Липецке.